# 幾內亞比索獨立戰爭
幾內亞比索獨立戰爭 (葡萄牙語：Guerra de Independência da Guiné-Bissau), 是一場在1963年至1974年期間，在葡屬幾內亞發生的一場武裝獨立衝突。衝突主要方是幾內亞和佛得角非洲獨立黨（葡萄牙語：Partido Africano da Independência da Guiné e Cabo Verde，PAIGC）及葡萄牙。幾內亞和佛得角非洲獨立黨得到古巴、蘇聯和南斯拉夫社會主義聯邦共和國支持，向葡萄牙當局開展長期遊擊戰，謀求脫離葡萄牙獨立，建立獨立的幾內亞比索及佛得角國家。這場曠日持久的遊擊戰爭對葡萄牙影響深遠，人員和物資成本極高，對葡萄牙造成了嚴重的內部政治動盪，因此這場戰爭通常被稱為“葡萄牙的越南戰爭”。
1973年1月獨立黨領導人阿米爾卡·卡布拉爾遇刺後，軍事衝突隨即陷入僵局。葡萄牙軍隊被局限於主要城市和各種設防基地，顯然無法將幾佛獨立黨逐出其控制的解放區。1973年9月，幾佛獨立黨主導的人民國民議會單方面宣布獨立，成立幾內亞比索共和國，並且得到了一國家的承認。1974年葡萄牙爆發康乃馨革命，葡萄牙新政府最終同意給予幾內亞比索獨立，一年後給予佛得角獨立。 猶此幾佛獨立黨成為第一個透過武裝鬥爭實現獨立的撒哈拉以南非洲解放運動。

## 背景

### 葡萄牙殖民主義
葡屬幾內亞，包含附近的葡屬佛得角群島，自1446年起就被葡萄牙殖民，而自18世紀起成為葡萄牙的商品和非洲奴隸的主要貿易站。
幾內亞是葡萄牙殖民地最小、最落後的，部分原因是氣候惡劣，自然和礦產資源明顯匱乏。因此幾內亞的歐洲定居者很少，甚至連葡萄牙政府的存在感也不太強。雖然葡屬幾內亞仍然由總督領導，但葡萄牙在該殖民地的投資很少，在促進其經濟和社會發展方面也只做出了一些微小的姿態。